# Pierre-Laurent Aimard

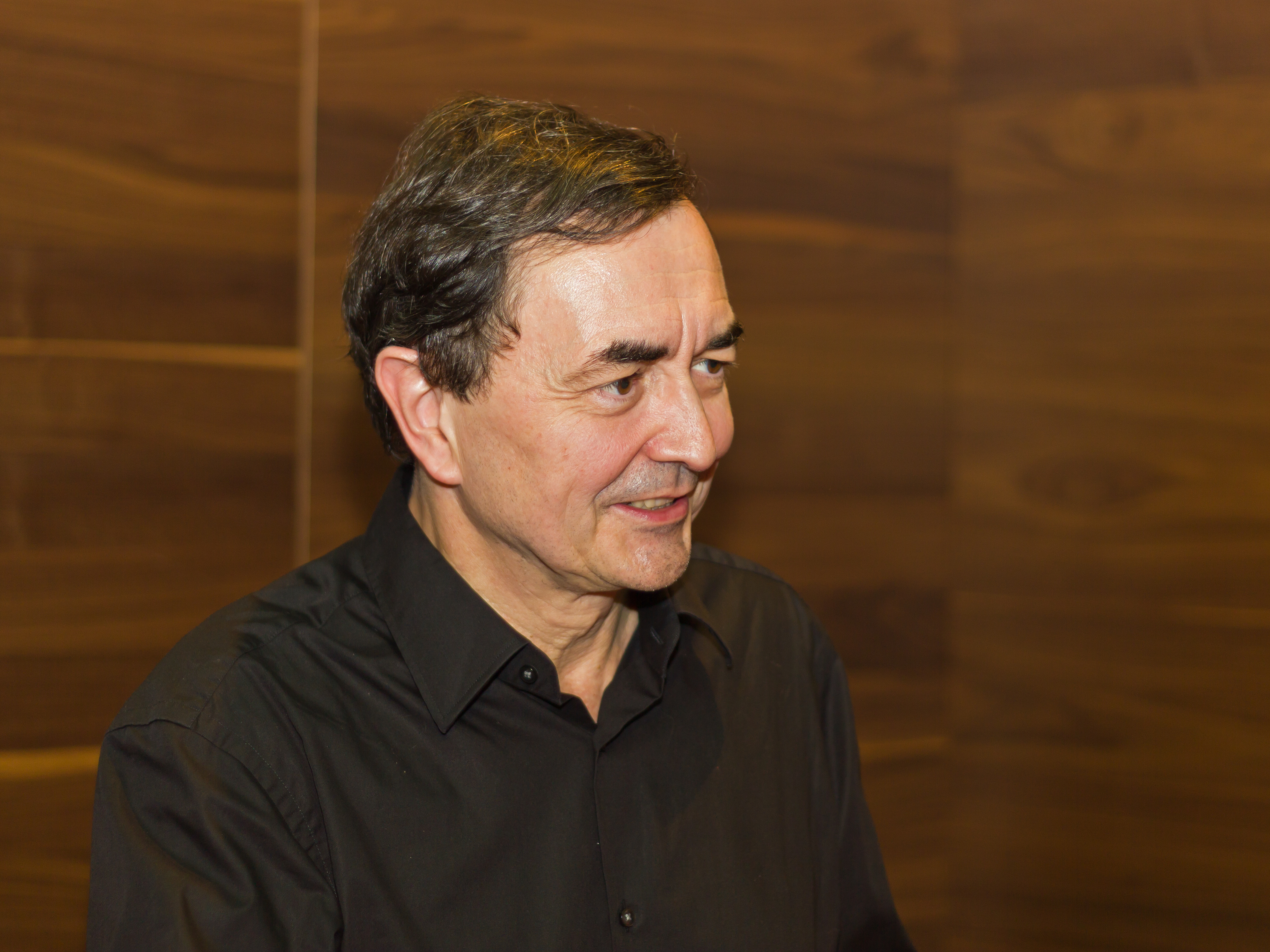
Pierre-Laurent Aimard (2014)

Pierre-Laurent Aimard (* 9. September 1957 in Lyon) ist ein französischer Pianist.

## Leben
Bereits als Zwölfjähriger begann Pierre-Laurent Aimard sein Studium am Konservatorium in Lyon. Später studierte er bei Yvonne Loriod (der Ehefrau des Komponisten Olivier Messiaen) am Pariser Konservatorium und bei Maria Curcio in London. 1973 gewann er den Kammermusikpreis des Pariser Konservatoriums und den ersten Preis beim internationalen Olivier-Messiaen-Wettbewerb. 1976 gehörte er zu den Gründungsmitgliedern des Ensemble intercontemporain und spielte dort auch Cembalo, Celesta, Synthesizer, Glockenspiel und Orgel. 2006 erhielt er den Preis der Kulturstiftung Dortmund, ab 2009 war er für drei Jahre künstlerischer Leiter des Aldeburgh Festival. Pierre-Laurent Aimard ist Professor an der Hochschule für Musik und Tanz Köln und am Pariser Konservatorium.
2009 zeigte der preisgekrönte Dokumentarfilm der beiden Regisseure Lilian Franck und Robert Cibis, Pianomania, Aimard bei den Aufnahmen von Johann Sebastian Bachs Kunst der Fuge. Der Film fand national und international großen Anklang, wurde bei vielen Festivals gefeiert und in den Katalog des Goethe-Instituts aufgenommen.
2017 wurde Aimard der Ernst von Siemens Musikpreis, der oft als Nobelpreis der Musik bezeichnet wird, zuerkannt.

## Repertoire
Aimards besonderes Engagement gilt zeitgenössischer Musik. So war er Solist bei zahlreichen Uraufführungen von Werken wie Répons von Pierre Boulez, Klavierstück XIV von Karlheinz Stockhausen,  Le désenchantement du monde von Tristan Murail oder den Etüden Nummer 11 und 13 von György Ligeti, dessen gesamtes Klavierwerk er einspielte.
Ein Beweis für seine Vielseitigkeit als Pianist ist sein Umgang mit dem klassischen und romantischen Repertoire, dem er mit Neugier und Sinn für Struktur und Klarheit neue Seiten abgewinnen möchte. Verwiesen sei auf die vielbeachteten Einspielungen der Klavierkonzerte Nr. 1–5 von Beethoven oder Dvořáks Klavierkonzert (jeweils mit Nikolaus Harnoncourt). Zu den interessanten Beiträgen zum Mozartjahr 2006 gehört seine Einspielung von Mozart-Klavierkonzerten mit dem Chamber Orchestra of Europe. 2012 spielte er anlässlich des 150. Geburtstages von Claude Debussy einige von dessen Werken ein.